# سفينغالي (فلم 1931)
سفينغالي (بالإنجليزية: Svengali) هو فيلم أبيض وأسود درامي أمريكي صدر عام 1931 قبل فترة هوليوود ما قبل الكود من إخراج آرشي مايو. من بطولة جون باريمور وماريان مارش. مقتبس من رواية جورج دو مورييه تريلبي التي صدرت عام 1894 وكان من بين العديد من الأفلام المقتبسة من الكتاب. تم تصوير الفيلم من 12 يناير إلى 21 فبراير 1931. عند إطلاقه في الولايات المتحدة، تلقى سفنجالي بعض المراجعات الإيجابية لكنه لم يحقق أداءً جيدًا في شباك التذاكر.
يحكى الفيلم قصة أستاذ الموسيقى الشرير يدعى "سفينغالي" يفتَن في فتاة شابة جميلة، تقع في حب الشاب آخر يدعى بيلي، من خلال التنويم المغناطيسي ويسيطر عليها ويستغلها، يتمكن أستاذ الموسيقى الشرير من التحكم في صوتها ويحولها إلى مغنية مشهورة والتحكم في عقلها ولكن ليس قلب الفتاة التي يحبها.

## طاقم التمثيل
- جون باريمور في دور سفنغالي
- ماريان مارش في دور تريلبي أوفاريل
- دونالد كريسب في دور ليرد
- برامويل فليتشر[الإنجليزية] في دور بيلي
- كارمل مايرز في دور السيدة هونوري
- لويس ألبرني في دور جيكو
- لومسدن هير[الإنجليزية] في دور مونسيير تافي
- بول بوركاسي[الإنجليزية] في دور بونيلي
- فيريك بوروس[الإنجليزية] في دور مارتا (غير مذكورة)

## روابط خارجية
- مقالات تستعمل روابط فنية بلا صلة مع ويكي بيانات